# Untervilkerath
Untervilkerath ist ein Ortsteil von Vilkerath in der Stadt Overath im Rheinisch-Bergischen Kreis in Nordrhein-Westfalen, Deutschland.

## Lage und Beschreibung
Heute sind die ehemaligen Wohnplätze Untervilkerath, Steinhaus und Aggerhof zu einem geschlossenen Siedlungsbereich zusammengewachsen, der den Kern des Stadtteils Vilkerath bildet, einem der sieben Stadtteile Overaths. Zwischen Untervilkerath und dem Wohnplatz Obervilkerath erstreckt sich ein Gewerbegebiet. Um einen Verkehrskreisel mit der Darstellung einer historischen Wasserburg in Untervilkerath gruppieren sich eine katholische Kirche, Mietshäuser, Geschäfte, Restaurants und Bushaltestellen.

## Geschichte
Vilkerath wurde im 13. Jahrhundert als Vilkerode und Wilkerode urkundlich erwähnt. Die Nennung bezieht sich vermutlich auf Untervilkerath, das das Zentrum des heutigen Stadtteils Vilkeraths bildet.
Die Topographia Ducatus Montani des Erich Philipp Ploennies, Blatt Amt Steinbach, bezeichnet den Wohnplatz bereits 1715 als Adelich haus der als Filigrad beschriftet ist. Carl Friedrich von Wiebeking benennt die Hofschaft auf seiner Charte des Herzogthums Berg 1789 als H Vilkrath. Aus ihr geht hervor, dass der Ort zu dieser Zeit Teil der Honschaft Vilkerath im Kirchspiel Overath war.
Der Ort ist auf der Topographischen Aufnahme der Rheinlande von 1817 als Unt. Vilkrath verzeichnet. Die Preußische Uraufnahme von 1845 zeigt den Wohnplatz unter dem Namen Unt Vilkerath. Ab der Preußischen Neuaufnahme von 1892 ist der Ort auf Messtischblättern regelmäßig als Unt. Vilkerath oder Untervilkerath verzeichnet.
1822 lebten 25 Menschen im als Hof kategorisierten und als Unter-Vilkerath bezeichneten Ort, der nach dem Zusammenbruch der napoleonischen Administration und deren Ablösung zur Bürgermeisterei Overath im Kreis Mülheim am Rhein gehörte. Für das Jahr 1830 werden für den als Ober- und Unter-Vilkerath bezeichneten Ort 99 Einwohner angegeben. Der 1845 laut der Uebersicht des Regierungs-Bezirks Cöln als Hof kategorisierte und als Unter-Vilkerath bezeichnete Ort besaß zu dieser Zeit acht Wohngebäude mit 49 Einwohnern, alle katholischen Bekenntnisses. Die Gemeinde- und Gutbezirksstatistik der Rheinprovinz führt Untervilkerath 1871 mit sechs Wohnhäusern und 39 Einwohnern auf. Im Gemeindelexikon für die Provinz Rheinland von 1888 werden für Unter Vilkerath 15 Wohnhäuser mit 82 Einwohnern angegeben. 1895 besitzt der Ort 13 Wohnhäuser mit 112 Einwohnern, 1905 werden 19 Wohnhäuser und 103 Einwohner angegeben.
Mit dem Bau der Bahnstrecke Siegburg–Olpe erhielt Untervilkerath einen eigenen Haltepunkt, der aber bereits in den nach dem Ersten Weltkrieg von dem östlich gelegenen Haltepunkt Vilkerath abgelöst wurde, als die Gleistrasse durch den Ort von der Straße zur Agger hin verlagert wurde.
Bereits ab Anfang des 20. Jahrhunderts schlossen sich die Baulücken zwischen Steinhaus und Untervilkerath und ab Mitte des 20. Jahrhunderts die zu Aggerhof, sodass der geschlossene Ortsbereich Vilkerath entstand.